# Astragalus holopsilus
Astragalus holopsilus är en ärtväxtart som beskrevs av Aleksandr Andrejevitj Bunge. Astragalus holopsilus ingår i släktet vedlar, och familjen ärtväxter. Inga underarter finns listade i Catalogue of Life.